# Kiubiemie
Kiubiemie (ros. Кюбеме) – opuszczona wieś (ros. село, trb. sieło) w azjatyckiej części Rosji, w Jakucji, w ułusie ojmiakońskim.
Leży tuż przy Trasie Kołymskiej, ok. 180 km na południowy zachód od Ust´-Niery i ok. 270 km na wschodnio-północny wschód od Chandygi, nad rzeką Kiubiumie. Przez miejscowość prowadzi droga odgałęziająca się od obecnej Trasy Kołymskiej, będąca tejże trasy historycznym przebiegiem, prowadząca do Tomtoru i Ojmiakonu.
W miejscowości znajduje się kawiarnia "Kuba" i stacja benzynowa firmy Sachanieftiegazsbyt nr 26, popularna wśród podróżników, której budynek w kształcie beczki jest oblepiony naklejkami przez członków wypraw.